# NGC 5727
NGC 5727 (другие обозначения — UGC 9465, MCG 6-32-83, ZWG 192.52, KARA 642, PGC 52424) — спиральная галактика (Sd) в созвездии Волопас.
Этот объект входит в число перечисленных в оригинальной редакции «Нового общего каталога».